# 四病院団体協議会
四病院団体協議会（よんびょういんだんたいきょうぎかい。通称：四病協（よんびょうきょう））とは、一般社団法人日本医療法人協会、公益社団法人日本精神科病院協会、一般社団法人日本病院会、公益社団法人全日本病院協会で構成される、民間病院を中心とした病院団体の協議会である。
特に決まった事務局・事務所はなく、各団体の持ち回りで協議会を運営している。活動内容としては、合同勉強会や合同調査などを行い、厚生労働省などに提言や要望などを行っている。